# 극장판 고스트 메신저
《고스트 메신저》는 2014년에 개봉한 대한민국의 애니메이션 영화이다.

## 목소리 출연
- 박성태: 강림 도령
- 은정: 꼬마 강림
- 정재헌: 사라 도령
- 양정화: 바리 낭자
- 박지윤: 마고 할미
- 김용준: 할아버지
- 사성웅: 궤네기또
- 조진숙: 원천강이
- 김서영: 염라대왕
- 홍범기: 대수
- 시영준: 몬스터